# Sherburne (Nueva York)
Sherburne es un pueblo ubicado en el condado de Chenango en el estado estadounidense de Nueva York. En el año 2000 tenía una población de 3.979 habitantes y una densidad poblacional de 35.3 personas por km².

## Geografía
Sherburne se encuentra ubicado en las coordenadas 42°40′41″N 75°29′56″O / 42.67806, -75.49889.

## Demografía
Según la Oficina del Censo en 2000 los ingresos medios por hogar en la localidad eran de $31,841, y los ingresos medios por familia eran $39,094. Los hombres tenían unos ingresos medios de $30,477 frente a los $22,458 para las mujeres. La renta per cápita para la localidad era de $17,281. Alrededor del 16.4% de la población estaban por debajo del umbral de pobreza.